# Farmington (Minnesota)
Farmington je město v okrese Dakota County ve státě Minnesota ve Spojených státech amerických. K roku 2010 zde žilo 21 086 obyvatel. S celkovou rozlohou 38,69 km² byla hustota zalidnění 545 obyvatel na km².